# 判決前夜/ビフォア・アンド・アフター
『判決前夜/ビフォア・アンド・アフター』（はんけつぜんや/ビフォア・アンド・アフター、原題: Before and After）は、1996年に公開されたアメリカのクライム映画。ロゼリン・ブラウンの小説『判決前夜』を原作にしている。

## ストーリー
ニューハンプシャー州の小さな田舎町ハイランド。そこで小児科医として働くキャロリンは、夫ベンと息子ジェイコブ、娘ジュディスの4人で幸せに暮らしていた。そんなある日、彼女の元に少女の遺体が運び込まれてくる。亡くなった少女は息子のクラスメートで、何者かに殴打され、雪の中に置き去りにされていた。それを知ってショックを受けるキャロリンだったが、後日さらに驚くべき報せが入る。なんと息子に少女殺害の容疑がかけられたのだ。これにより、幸せだった家族の歯車が狂いだしていく。

## キャスト
※括弧内は日本語吹き替え
- キャロリン・ライアン：メリル・ストリープ（一柳みる）
- ベン・ライアン：リーアム・ニーソン（佐古正人）
- ジェイコブ・ライアン：エドワード・ファーロング（鎌手宣行）
- ジュディス・ライアン：ジュリア・ウェルドン（高橋千代美）
- パノス・デメリス：アルフレッド・モリーナ（西村知道）
- フラン・コンクリン：ダニエル・フォン・バーゲン（寺島幹夫）
- ウェンデル・バイ：ジョン・ハード（野島昭生）
- テリー・タヴァナー：アン・マグナソン
- マーサ・タヴァナー：アリソン・フォランド（中山真奈美）
- マリアン・レイナー検事：カイウラニ・リー（竹口安芸子）
- トム・マカナリー医師：ラリー・パイン
- パノスの助手：エレン・ランカスター（宮寺智子）
- 傍聴人：ポール・ジアマッティ ※ノンクレジット

## スタッフ
- 監督：バーベット・シュローダー
- 製作：バーベット・シュローダー、スーザン・ホフマン
- 製作総指揮：ロジャー・バーンボーム、ジョー・ロス
- 原作：ロゼリン・ブラウン
- 脚本：テッド・タリー
- 撮影：ルチアーノ・トヴォリ
- 音楽：ハワード・ショア
- 編集：リー・パーシー